# 聞きにくい事を聞く
聞きにくい事を聞く（ききにくいことをきく）は、2015年10月8日（7日深夜）から2016年9月29日（28日深夜）までテレビ朝日で毎週木曜0:15 - 0:45（水曜深夜、JST）に放送されていたバラエティ番組である。

## 概要
タカアンドトシとサンドウィッチマンが世の中の聞きにくい事を取材する。取材VTRは八木亜希子編集長と一般人が判定し、最下位となったVTRは放送ではオンエアされない。なお、未放映の内容もSP版を除き、放送終了後に、番組サイトで配信している。
2015年10月29日（28日深夜）には視聴率7.6%（ビデオリサーチ調べ、関東地区・世帯）を記録。
同年12月6日には『日曜エンターテインメント』枠で初めてゴールデンタイムで全国ネットで生放送。直前の『M-1グランプリ2015』が18:30 - 21:00の枠であるため、通常の20:58からでは無く、21:00から開始、しかも『M-1』との接続は『日曜エンタ』では異例のステブレレスだった。なお当日は『M-1』王者のトレンディエンジェルも特別出演した。
2016年2月28日にも『日曜エンタ』枠で放送された。同年4月4日には、初めて19・20時台で放送された。同年5月30日には『クイズプレゼンバラエティー Qさま!!』との合体SPを放送した。
2016年9月29日（28日深夜）で終了した。

## 出演
- 八木亜希子（フリーアナウンサー）-編集長(進行)
- タカアンドトシ（タカ・トシ）-レギュラー調査員
- サンドウィッチマン（伊達みきお・富澤たけし）-レギュラー調査員

## 放送リスト
太字は実際に放送されたVTR。
| 回            | 放送日         | 内容 | ゲスト調査員 | スタジオゲスト                         | 備考                                                           |
| ------------- | -------------- | --- | --- | -------------------------------------- | -------------------------------------------------------------- |
| 1             | 2015年 10月8日 | トシ - 美人に聞く「あなたよりちょっとだけ可愛くない人を紹介して」 伊達 - 池袋のラーメン店の店主に聞く「このお店より美味しいラーメン店はどこですか?」 富澤 - 一人カラオケに来ている人に聞く「連休中なのに一人でカラオケさみしくないですか?」 タカ - 商店街の金物屋さんの店主に聞く「暇そうですけど何でお店が成立してるんですか?」 | |                                        |                                                                |
| 2             | 10月15日       | タカ - 不動産屋さんに聞く「オススメじゃない物件ありますか?」 伊達 - 縁結び神社に1人でお参りに来た女性に聞く「そんなに結婚したいんですか?」 富澤 - 相席屋から出てきた男女それぞれに聞く「今日はどこまでいっちゃうつもりですか?」 トシ - 舞浜にいるカップルに聞く「浮気した事ありますか?」 | |                                        | 0:30 - 1:00に放送。                                            |
| 3             | 10月22日       | 富澤 - カレー激戦区・神保町でカレー店の店主に聞く「このカレーで生き残れると思いますか?」 伊達 - 深夜に質屋さんに質を入れに来た人に聞く「こんな時間にお金が必要なんですか?」 トシ - カップルに聞く「元彼のことどれくらい好きですか?」 タカ - 原宿のショップ店員に聞く「あなたが客なら絶対買わない服は?」 | |                                        |                                                                |
| SP            | 10月24日       | 富澤 - 不動屋さんに聞く「オススメじゃない物件ありますか?」 トシ - 激戦区・高田馬場のラーメン店主に聞く「ここより美味しいラーメン店は?」 伊達 - 激戦区・上野の寿司職人に聞く「一番頼まれないメニューは?」 トシ - 博多の美人に聞く「あなたよりちょっとだけ可愛くない人を紹介して」 伊達 - 渋谷のチャラ男に聞く「それ本当にカッコイイと思ってる?」 タカ - 懺悔の出来るお寺で聞く「何を懺悔しに来たんですか?」 富澤 - 名古屋の美人に聞く「あなたよりちょっとだけ可愛くない人を紹介して」 タカ - 田舎へ移住した人に聞く「本当に後悔していませんか?」 | | 乙武洋匡                               | 16:00 - 17:25に放送。                                          |
| 4             | 10月29日       | 富澤 - 1000円カットの美容師に聞く「自分のカットの腕、本当はいくらの価値があると思いますか?」 タカ - 美人に聞く「あなたよりちょっとだけ可愛くない人を紹介して」 伊達 - 通販受け取り用ロッカーに受け取りに来た人に聞く「家に配達されると困るんですか?」 トシ - 待ち行く人に聞く「家の中にあるもので買って1番後悔したものは?」 | |                                        |                                                                |
| 5             | 11月5日        | 伊達 - 賢そうな人に聞く「あなたよりちょっとだけバカな人を紹介して」 タカ - 街の中華屋さんの店主に聞く「一番自信のないメニューはなんですか?」 トシ - 激安飲食店の店主に聞く「原価いくらですか?」 富澤 - 占い師に聞く「あなたの占い絶対に当たりますか?」 | |                                        |                                                                |
| 6             | 11月12日       | タカ - ハロウィーンでスベった仮装をしている人に聞く「その格好、正直スベっていると思いませんか?」 富澤 - 餃子激戦区・川崎の餃子屋さんに聞く「このお店より美味しい餃子屋さんはどこですか?」 伊達 - 美人に聞く「あなたよりちょっとだけ男好きっぽい人を紹介して」 トシ - 高級店に聞く「一番人気のあるメニューの仕入れ値はいくらですか?」 | |                                        | 0:25 - 0:55に放送。                                            |
| 7             | 11月19日       | タカ - 歯科医に聞く「あなたよりちょっとだけ腕のいい歯医者さんを教えて」 トシ - 飲食店の店主に聞く「口コミサイトで低評価なの気にしてますか?」 富澤 - 有名大学に通う学生に聞く「本当の第一志望はどこだったんですか?」 伊達 - 夜の街でカップルに聞く「もしかしてアフターですか?」 | |                                        |                                                                |
| 8             | 11月26日       | トシ - 不動産屋さんに聞く「この不動産屋さんが持っている一番の事故物件を教えて」 タカ - 人気のネコカフェに1人で来ている人に聞く「人生満たされてないんですか?」 伊達 - ポールダンス教室で聞く「その技術どこで活かすんですか?」 富澤 - カップルの女性に聞く「彼氏のスマホの暗証番号知っていますか?」 | |                                        |                                                                |
| 9             | 12月3日        | トシ - 男性専用ネイルサロンに通っている人に聞く「その爪、何の目的でやってるんですか?」 富澤 - マジシャンに聞く「あなたよりちょっとだけ腕の良いマジシャンを紹介して」 タカ - 街行く男性に聞く「あなたよりちょっとだけ年収が高い人を教えて」 伊達 - カプセルホテルの女性客に聞く「家に帰れない事情があるんですか?」 | |                                        |                                                                |
| SP2           | 12月6日        | ひとり - 深夜営業の歯医者さんで聞く「なぜわざわざ深夜に来るんですか?」 トシ - カプセルホテルの女性客に聞く「家に帰れない事情があるんですか?」 タカ - 通販受け取り用ロッカーに受け取りに来た人に聞く「家に配達されると困るんですか?」 伊達 - 自衛隊コンの女性に聞く「なぜ自衛隊コンに来ているのか?」 トシ - ぽっちゃり女性限定コン「ぽっちゃり女性は今本当にモテている?」 富澤 - 姉コンに来た女性に聞く「なぜ年下男性狙いなの?」 タカ - 激安結婚式場に聞く「怪しい結婚式じゃないんですか?」 吉村 - 築地・銀座の板前さんに聞く「この店より美味しいお寿司屋さんは?」 井上 - 年収1千万円以上限定高収入コンに来る女性に聞く「お金が好きなの?」 富澤 - 100円盛り放題マグロ、280円カレー「安すぎて怪しくない?」 伊達 - 相場の半額以下!?「激安すぎる物件って怪しくない?」 石田 - 3000円以下の激安宿泊施設「安すぎて怪しくない?」 | 劇団ひとり NON STYLE 吉村崇（平成ノブシコブシ）                                                                           | 伊集院光 古市憲寿 トレンディエンジェル | 日曜エンタ枠（21:00 - 23:10）で全国放送。                      |
| 10            | 12月10日       | タカ - カレー激戦区・神保町で聞く「ここよりカレーの美味しいお店教えて」 伊達 - 女子限定フィットネスに通う人に聞く「そんなに鍛えて意味あるんですか?」 富澤 - 街コンに来ている女性に聞く「ここで見つけたい男性はお金持ちですか?イケメンですか?」 トシ - 朝から飲み始める人に聞く「仕事に行かなくていいんですか?」 | |                                        |                                                                |
| 11            | 12月17日       | 伊達 - リムジン女子会を楽しむ女性に聞く「正直、イケメンとデートするのとどっちが楽しいですか?」 富澤 - イケメンホストに聞く「顔、どこをイジってますか?」 タカ - お好み屋さんに聞く「粉ものは儲かると聞きますが、原価いくらですか?」 トシ - コスプレ専用スタジオで撮影している男女に聞く「今、コスプレしていることを将来、後悔しないですか?」 | |                                        |                                                                |
| 12            | 12月24日       | 富澤 - 金券ショップに来たお客さんに聞く「そんなに切り詰めて、正直セコくないですか?」 伊達 - 冬の日焼けサロンで聞く「冬に日焼けしてカッコイイと思ってますか?」 トシ - 武蔵小杉の不動産屋さんに聞く「ずっと借りられていない物件を教えて」 タカ - 開運グッズショップの店員に聞く「本当はいくらの価値があると思いますか?」 | |                                        |                                                                |
| 13            | 2016年 1月7日  | 相島 - 名脇役俳優が聞く「私のフルネーム知ってますか?」 ユカイ - 歌手本人が聞く「私の歌で知ってる曲ありますか?」 池谷 - 街角インタビュー「メダリストなんですけど何の競技かわかりますか?」 | 相島一之 ダイアモンド✡ユカイ 池谷幸雄                                                                                     |                                        |                                                                |
| 14            | 1月14日        | タカ - イブの夜に1人でカラオケに来た女性に聞く「1人でカラオケなんて何かあったんですか?」 富澤 - イブに1人でラーメンを食べている女性に聞く「一緒に過ごす人いないんですか?」 トシ - イブの夜に1人で焼き肉を食べている女性に聞く「寂しくないですか?」 伊達 - イブに1人で癒されに来た女性に聞く「他に予定がなかったんですか?」 | |                                        | 0:35 - 1:05に放送。                                            |
| 15            | 1月21日        | 伊達 - 不動産屋さんに聞く「こんなに安くて怪しくないですか？」 富澤 - 激安飲食店に聞く「正直怪しくないですか？」 吉村 - 寿司の激戦区・築地で聞く「ここより美味しいお寿司屋さんを教えて下さい」 石田 - 1泊3,000円以下の激安宿の人に聞く「怪しい宿ではないですよね？」 井上 - 高年収コンに参加している人に聞く「そんなにお金が大事なんですか？」 | NON STYLE 吉村崇（平成ノブシコブシ）                                                                                      |                                        |                                                                |
| 16            | 1月28日        | 竹山 - 寿司屋の店主に聞く「ここより美味しいお寿司屋さんを教えてください」 チャン - 深夜に質屋さんに質を入れに来た人に聞く「こんな時間にお金が必要なんですか?」 吉村 - 1人焼肉している女子に聞く「一緒に食べる人はいないんですか?」 小峠 - 朝から飲んでいる人に聞く「仕事に行かなくていいんですか?」 | 竹山隆範（カンニング） 小峠英二（バイきんぐ） チャンカワイ（Wエンジン） 吉村崇（平成ノブシコブシ）                        |                                        |                                                                |
| 17            | 2月4日         | 富澤 - ラブホ女子会で聞く「正直、イケメンの彼氏と来たかったですか?」 トシ - カップルに聞く「あなたの彼女よりちょっとだけ性格のいい彼女がいる人を紹介して」 伊達 - プロレス女子に聞く「プロレスラーに誘われたらどこまで行っちゃいますか?」 タカ - 豪邸にお宅訪問して聞く「ここよりお金持ちの家を教えて」 | |                                        |                                                                |
| 18            | 2月11日        | 石田 - 女性看護師さんに聞く「ぶっちゃけ患者さんとデートした事ありますか?」 中岡 - 女性専用酸素カプセルで聞く「仕事サボってるんですか?」 井上 - 地下アイドルに聞く「この人には勝ってると思うアイドルは誰ですか?」 春日 - 新宿のラーメン屋さんに聞く「このお店より美味しいラーメン店はどこですか?」 | 中岡創一（ロッチ） 春日俊彰（オードリー） NON STYLE                                                                       |                                        |                                                                |
| 19            | 2月18日        | 斎藤 - 1人飲みをしている女性に聞く「ナンパ待ちですか?」 澤部 - 美人に聞く「あなたよりちょっとだけ可愛くない人を紹介してください」 安村 - 深夜営業している洗車屋さんに来ている人に聞く「深夜に洗車なんて何かワケありなんですか?」 関 - 目黒の不動産屋さんに聞く「オススメじゃない物件ありますか?」 | 澤部佑（ハライチ） とにかく明るい安村 斎藤司（トレンディエンジェル） 関太（タイムマシーン3号）                            |                                        |                                                                |
| 20            | 2月25日        | 錦野 - 歌手本人が聞く 「『空に太陽がある限り』以外に私の歌で知ってる曲ありますか？」 野間口 - 名脇役俳優本人が聞く「私のフルネーム知ってますか？」 | 錦野旦 野間口徹 |                                        |                                                                |
| SP3           | 2月28日        | タカ - 金券ショップに売りに来ている人に聞く「現金に換えなければいけない訳があるんですか？」 トシ - アパホテル社長に聞く「年収いくらですか？」 富澤 - 不動産屋さんに聞く「1番の事故物件を教えて下さい！」 小杉 - 貸金庫・トランクルーム利用者に聞く「家に置けない怪しいものでも預けてるんですか？」 小峠 - 金塊を売買した人に聞く「年収はいくらですか？」 伊達 - 盆栽屋さんで聞く「盆栽にそんな大金を使って生活苦しくないですか？」 | 小峠英二（バイきんぐ） 小杉竜一（ブラックマヨネーズ）                                                                     | 乙武洋匡 東国原英夫 松岡茉優           | 日曜エンタ枠（20:58 - 23:10）で全国放送。                      |
| 21            | 3月3日         | 富澤 - 不動産屋さんに聞く「あなたが住んでいる部屋を見せて」 トシ - 同窓会に参加している人に聞く「久しぶりに再会して正直ガッカリした人は誰ですか?」 伊達 - BL漫画専門店で聞く「BL漫画を見てやっぱり興奮するんですか?」 タカ - 激戦区にオープンしたお店に聞く「来年も笑顔でいられるんですか?」 | |                                        |                                                                |
| 22            | 3月10日        | トシ - 不動産屋さんに聞く「間取り図とギャップのある物件を教えて」 富澤 - 女性美容師に聞く「ぶっちゃけお客さんとデートした事ありますか?」 タカ - アンチエイジング女子会で聞く「若作りして何目的ですか?」 伊達 - 伊達が聞く「コールドプレスジュース5年後も飲んでると思いますか?」 | |                                        |                                                                |
| 23            | 3月17日        | 富澤 - CAさんに聞く「お客さんとデートした事ありますか?」 伊達 - タクシードライバーに聞く「お客さんと付き合った事ありますか?」 トシ - メイドさんに聞く「お客さんとデートした事ありますか?」 タカ - 塾の先生に聞く「生徒と恋仲になった事ありますか?」 | |                                        | 0:30 - 1:00に放送。                                            |
| 24            | 3月24日        | タカ - 錦糸町のキャバクラ嬢に聞く「やっぱり六本木では通用しないと思ってるんですか？」 トシ - 餃子の激戦区・蒲田で聞く「このお店より美味しい餃子の店を教えて下さい」 富澤 - 歯科助手・歯科衛生士に聞く「患者さんもしくは先生とデートした事ありますか？」 伊達 - 街行く人に聞く！「年収はいくらですか？」 | |                                        |                                                                |
| 25            | 3月31日        | カズレーザー - 芸能人に聞く「聞きにくい事！」 永野 - かき氷屋さんに聞く「この先やっていけそうですか？」 斎藤 - 相席屋に来ている男女に聞く「この後どこまで行っちゃうつもりですか？」 安藤 - ラグビー女子に聞く「ラグビー選手の体が目当てですか？」 | メイプル超合金 永野 斎藤司（トレンディエンジェル）                                                                        |                                        |                                                                |
| SP4           | 4月4日         | タカ - 不動産屋さんに聞く！「間取り図とギャップのある物件を教えて下さい」 相島 - 歯医者さんに聞く「あなたよりちょっとだけ腕のいい歯医者さんを教えて下さい」 塚田 - 女性看護師さんに聞く！「ぶっちゃけ患者さんとデートした事ありますか？」 ケンドーコバヤシ - CAさんに聞く「お客さんとデートした事ありますか？」 トシ・富澤・澤部 - 「日本全国！あなたの預金残高見せて下さい！」 伊達 - 塾の先生に聞く！「生徒と付き合った事ありますか？」 | 相島一之 塚田僚一（A.B.C-Z） ケンドーコバヤシ 澤部佑（ハライチ）                                                          | 眞野あずさ 堀潤 平愛梨                 | 月曜19:00 - 20:54で全国放送。                                  |
| 26            | 4月7日         | 新企画！聞きたくても聞けない年収SP！ぶっちゃけ稼いでいるのはどっち？？ タカ（漁師）VSトシ（農家） 中岡（犬の飼い主）VSコカド（猫の飼い主） | ロッチ |                                        |                                                                |
| 27            | 4月14日        | タカ - 旅行代理店に聞く「失敗したなと思うツアーを教えて下さい！」 トシ - パスタの激戦区・築地で聞く「この店より美味しいパスタ店を教えて下さい！」 伊達 - 国際交流イベントに来ている女性に聞く「正直男目当てで来てますよね？」 富澤 - 25歳以上の美人に聞く「あなたよりちょっとだけ可愛くない人を紹介して下さい！」 | |                                        |                                                                |
| 28            | 4月21日        | タカ - おじさまの聖地で飲んでいる女性に聞く「ナンパ待ちですか？」 伊達 - タクシードライバーに聞く「料金メーターを上げる為に最後のひと踏みした事ありますか？」 富澤 - 専門店の店員に聞く「経営は成り立ってますか？」 トシ - 現役医師に聞く「財布の中の診察券を見せて下さい！」 | |                                        |                                                                |
| 29            | 4月28日        | タカ - もみほぐし専門店で聞く「仕事サボってるんですか？」 伊達 - クリーニング店に聞く「正直失敗した事ってありますか？」 富澤 - 専門店に聞く「お店の経営は成り立っているんですか？」 トシ - 美人に聞く「顔はキレイですが部屋もキレイですか？」 | |                                        |                                                                |
| 30            | 5月5日         | 中尾 - ジムで鍛えている女子に聞く「そんなに鍛えて意味あるんですか？」 尾形 - 街行くキレイな女子に聞く「あなたよりちょっとだけ可愛くない人を紹介して下さい」 ユージ - 飲み屋で飲んでいる女子に聞く「ナンパ待ちですか？」 中村 - 女子会を楽しむ女子に聞く「正直男と来たかったですよね？」 | 中尾明慶 中村昌也 尾形貴弘（パンサー） ユージ                                                                             |                                        |                                                                |
| 31            | 5月12日        | 6大バカ売れ文房具の弱点を聞き出す特別編！大ヒット商品を生み出した会社に乗り込み開発者に直撃！ DELDE（サンスター文具） ハリナックス＆ハリナックスプレス（コクヨ） ケズリキャップ（シヤチハタ） ハリマウス（ハリマウス） やわカタ下敷き（ソニック） スマート印鑑（アンディ） | |                                        |                                                                |
| 32            | 5月19日        | タカ - カメラ女子に聞く「スマホじゃダメなんですか？」 トシ - 高級スーパーで買い物をした主婦に聞く「冷蔵庫の中身見せて下さい」 富澤 - サービスエリアの店員さんに聞く「自分がお客さんだったら“ちょっと高いかな”と思うメニューは？」 伊達 - ネオンバブルダッシュに参加している人に聞く「泡まみれになって何が楽しいんですか？」 | |                                        |                                                                |
| 33            | 5月26日        | タカ - 限定メニューを出しているお店に聞く「本当に○○食限定なんですか？」 トシ - 旅行会社に聞く「今年一番失敗したGWのツアーを教えて下さい」 伊達 - 専門店に聞く「お店の経営は成り立っているんですか？」 富澤 - ハウスクリーニング店に聞く「あなたの苦手な掃除はなんですか？」 | |                                        |                                                                |
| SP5           | 5月30日        | 大ヒット商品の弱点を開発者が公開しちゃいますスペシャル～～～！！！ 関孫六 ダマスカスシリーズ（貝印） BALMUDA The Toaster（バルミューダ） evercook（ドウシシャ） とろける！バターナイフ（アーネスト） マイボトルブレンダ―（mhエンタープライズ） 立つしゃもじ（マーナ） サラダおろし（レーベン販売） 計量みそマドラー（オークス） スタンド型ビアサーバー（グリーンハウス） アップルピーラー（パール金属） 取替え式あみ戸びっクリーン ハンディタイプ（清水産業） ピカッと光るゾウ消しゴム（和田商店） シートでスキマキーレー（アズマ工業） 水垢とりダスター（マーナ） 毛づまりごっそりパイプ職人スリム（コジット） アカパックン（恵川商事株式会社） コードレス回転モップクリーナー（シー・シー・ピー） 毛玉クリーナー（テスコム） YOU-BUMI（ユウブミ）～湯文～（ジェリーコールデザイン）                                    | 小峠英二（バイきんぐ） 金田哲（はんにゃ） 小宮浩信（三四郎） 尾形貴弘（パンサー） 横澤夏子 カズレーザー（メイプル超合金） | 萬田久子 田丸麻紀 堀潤                 | 聞きにくい事を聞く&Qさま!!合体3時間SP・第1部 （19:00 - 20:58） |
| 34            | 6月1日         | 大ヒット商品の弱点を開発者、本人が大暴露しちゃったスペシャル！ もたれてシンク腰楽（アルファックス） 鉛筆の蛍光マーカー（クツワ） マモリス（マモリス） 水だけで光るライト 水ピカッ（総商） 電動ふわふわとろ雪かき氷（ドウシシャ） | |                                        |                                                                |
| 35            | 6月9日         | タカ - Kawaiiファッションの人に聞く「あなたよりちょっとだけKawaiくない人を教えて下さい」 伊達 - 塾の英語講師に聞く「英会話力をチェックさせて下さい」 富澤 - 東京ビッグサイトの展示会で聞く「この製品の弱点はなんですか？」 トシ - 出張買取を利用する人に聞く「なんでお金が必要なんですか？」 | |                                        |                                                                |
| 36            | 6月16日        | タカ - お笑い専門学校の生徒に聞く「先生の弱点を教えて下さい」 トシ - 歯科衛生士さんに聞く「院長先生の弱点を教えて下さい」 富澤 - カリスマ社長の社員に聞く！「社長の弱点は何ですか？」 伊達 - お寿司屋さんで聞く！「大将の弱点を教えて下さい」 | |                                        |                                                                |
| 37            | 6月23日        | タカ - 行列のできるラーメン店の近所のお店に聞く「あちらの行列店に勝ってる所を教えて下さい」 伊達 - 美容外科医に聞く「あなたは整形してますか？」 富澤 - 大人気グルメ店・大盛りグルメ店のお客さんに聞く！「もうすぐ夏ですけど準備大丈夫ですか？」 トシ - 専門店に聞く「お店の経営は成り立っているんですか？」 | |                                        |                                                                |
| 38            | 6月30日        | タカ - 冷やし中華を始めていないお店に聞く「なんで冷やし中華始めないんですか？」 伊達 - 動物園の飼育員に聞く「正直担当したくない動物は何ですか？」 富澤 - 専門店に聞く「お店の経営成り立っているんですか？」 トシ - 一軒家を建てた人に聞く「この家の弱点を教えて下さい」 | |                                        |                                                                |
| 39            | 7月7日         | タカ - 美人コスプレイヤーに聞く「コスプレに逃げてますけど私服ダサいんですか？」 伊達 - 水族館の飼育員に聞く「正直担当したくない生き物は何ですか？」 富澤 - 専門店に聞く「お店の経営は成り立っているんですか？」 トシ - ゲーセン女子に聞く「そんなにゲーム上手くなって何が目的ですか？」 | |                                        |                                                                |
| 40            | 7月14日        | タカ - レンタルビデオ店に1人で来る女性に聞く「金曜日の夜に一緒に過ごす人いないんですか？」 トシ - 男装カフェで聞く「男性と女性どっちが好きですか？」 伊達 - 数学教室で学ぶ大人に聞く「ここで習ってることどこで活かすんですか？」 富澤 - ビアガーデンで飲む女性に聞く「この中で一番男好きなのは誰ですか？」 | |                                        |                                                                |
| 41            | 7月21日        | 特別編！気になるお店に1週間密着！儲けのからくりを徹底取材！ フードトラック『tono cafe』 旗専門店『TOSPA』 | ひぐち君（髭男爵） 八十島弘行（2700）                                                                                     |                                        |                                                                |
| 42            | 7月28日        | トシ - 専門誌の編集者に聞く「もっと発行部数の多い雑誌をやりたくないんですか？」 伊達 - 深夜のみ営業しているお店に聞く「お昼に営業できない理由があるんですか？」 | |                                        |                                                                |
| 43            | 8月4日         | 富澤 - ダムでデートするカップルに聞く「今日のデート正直どう思いますか？」 駅ナカの気になるお店に1日密着！儲けのからくりを徹底調査！ タカ - 和菓子店「みちのく虎屋」 チャンカワイ - アクセサリー店「星星堂」 タカ - 商店街で老舗の三代目に聞く「継がずに他の仕事したかったですか？」 | チャンカワイ（Wエンジン）                                                                                                 |                                        |                                                                |
| 44            | 8月11日        | タカ - ビーチでカップルに聞く「恋人より可愛い・格好いい人いましたか？」 トシ - 夏に経営が厳しそうな専門店に聞く「お店の経営成り立っているんですか？」 富澤 - バーベキューを楽しんでいる人に聞く「本当に楽しんでいますか？」 伊達 - 花火大会で付き合って1ヵ月以内のカップルに聞く「もしかして夏のノリで付き合ったんですか？」 | |                                        |                                                                |
| 45            | 8月25日        | 気になるお仕事に密着!儲けのからくりを徹底調査SP！ トミドコロ - 吉田賢治（昆虫ハンター） アイクぬわら - GERU－C閣下（アイドルプロデューサー） | トミドコロ アイクぬわら（超新塾）                                                                                         |                                        |                                                                |
| 46            | 9月1日         | タカ - 週に数日しか開かないお店に聞く「営業出来ない事情があるんですか？」 トシ - 日本では珍しい国や地域の料理店に聞く「1日の売上げ正直いくらですか？」 富澤 - そば激戦区調布で聞く「この店より美味しいそば屋さんを教えて下さい」 伊達 - かつて日本上陸で大ブームとなったお店に聞く「この先もやっていけると思いますか？」 | |                                        | 4人での対決方式としては最後の放送。                            |
| 46            | 9月8日         | 儲けのカラクリ徹底調査SP！ ネジ専門店「三和鋲螺」 ウーパールーパー専門店「うぱるぱ屋」 ラーメン店「つけめん らーめん荒海」 歯ブラシ専門店「メガデント 銀座店」 旗専門店「トスパ」 株式会社Vell Hamee株式会社 | |                                        |                                                                |
| 47            | 9月15日        | 業績右肩上がりの企業に密着取材 2016年儲かっている理由が判明！ 古着の通販サイト「ZOZOUSED」 ガチャガチャ「奇譚クラブ」 | |                                        |                                                                |
| 48            | 9月22日        | 近年業績上場の企業！そのカラクリを徹底調査SP！ 株式会社ライドオン・エクスプレス（fineDine） バルミューダ株式会社 | |                                        |                                                                |
| 49 （最終回） | 9月29日        | 近年業績上場の企業！そのカラクリを徹底調査SP！ 株式会社アグリゲート 株式会社アムタス | |                                        |                                                                |

## 記録
放送されなかった回数
トシ・伊達  - 11回
タカ・富澤 - 6回
井上・石田 - 2回
吉村・小峠・春日・関・斎藤・安藤・中村 - 1回

## ネット局
| 放送対象地域   | 放送局               | 系列           | 放送日時                     | 放送開始日     | 備考       |
| -------------- | -------------------- | -------------- | ---------------------------- | -------------- | ---------- |
| 関東広域圏     | テレビ朝日 (EX)      | テレビ朝日系列 | 木曜 0:15 - 0:45（水曜深夜） | 2015年10月8日  | 制作局     |
| 岩手県         | 岩手朝日テレビ (IAT) | テレビ朝日系列 | 木曜 0:15 - 0:45（水曜深夜） | 2015年10月8日  | 同時ネット |
| 秋田県         | 秋田朝日放送 (AAB)   | テレビ朝日系列 | 木曜 0:15 - 0:45（水曜深夜） | 2015年10月8日  | 同時ネット |
| 山形県         | 山形テレビ (YTS)     | テレビ朝日系列 | 木曜 0:15 - 0:45（水曜深夜） | 2015年10月8日  | 同時ネット |
| 福島県         | 福島放送 (KFB)       | テレビ朝日系列 | 木曜 0:15 - 0:45（水曜深夜） | 2015年10月8日  | 同時ネット |
| 長野県         | 長野朝日放送 (abn)   | テレビ朝日系列 | 木曜 0:15 - 0:45（水曜深夜） | 2015年10月8日  | 同時ネット |
| 山口県         | 山口朝日放送 (yab)   | テレビ朝日系列 | 木曜 0:15 - 0:45（水曜深夜） | 2015年10月8日  | 同時ネット |
| 沖縄県         | 琉球朝日放送 (QAB)   | テレビ朝日系列 | 木曜 0:15 - 0:45（水曜深夜） | 2015年10月8日  | 同時ネット |
| 鹿児島県       | 鹿児島放送 (KKB)     | テレビ朝日系列 | 水曜 1:45 - 2:15（火曜深夜） | 2015年10月28日 | 遅れネット |
| 新潟県         | 新潟テレビ21 (UX)    | テレビ朝日系列 | 木曜 0:20 - 0:50（水曜深夜） | 2015年11月6日  | 遅れネット |
| 日本全域       | テレ朝チャンネル1    | CS放送         | 土曜 21:00 - 21:30           | 2015年11月7日  | 遅れネット |
| 愛媛県         | 愛媛朝日テレビ (eat) | テレビ朝日系列 | 木曜 1:50 - 2:20（水曜深夜） | 2015年11月19日 | 遅れネット |
| 福岡県         | 九州朝日放送 (KBC)   | テレビ朝日系列 | 木曜 2:20 - 2:50（水曜深夜） | 2015年11月19日 | 遅れネット |
| 鳥取県・島根県 | 山陰放送 (BSS)       | TBS系列        | 金曜 1:38 - 2:08（木曜深夜） | 2016年2月12日  | 遅れネット |

### 過去のネット局
- 石川県・北陸朝日放送 (HAB) 月曜 1:40 - 2:10（日曜深夜）2015年11月9日 - 2016年4月4日

### 不定期ネット
- 青森県・青森朝日放送（ABA）
- 近畿広域圏・朝日放送（ABC）
- 宮崎県・テレビ宮崎(UMK)
- 北海道・北海道テレビ(HTB)

## スタッフ
- ナレーション：銀河万丈
- 企画：奥川晃弘
- 構成：鈴木おさむ、樋口卓治、デーブ八坂、藤澤朋幸
- ロケ技術：羽田廣宜、七澤甲
- 美術進行：亀井直子
- CGデザイン：松島佑樹
- 編集：中村哲夫
- MA：大形省一、川崎徹
- 編集協力：東京オフラインセンター
- 音効：波多野精二
- TK：高橋由佳
- 編成：瀧川恵
- 宣伝：望野智美→高橋夏子
- デスク：北谷みづき
- 制作協力：ホリプロ、東通企画、メディア・バスターズ
- 制作スタッフ：清宮彩香、柴田千尋、出口優一、前泊佑樹
- アシスタントプロデューサー：大橋ルミ、久野木麻子、中尾まなみ、鈴木園子
- ディレクター：石永遊、野呂智之、松尾多喜二、佐藤真吾、小川真紀
- プロデューサー：古瀬麻衣子、河村由香（メディア・バスターズ）、樋口圭介
- ゼネラルプロデューサー：本部純
- 制作著作：テレビ朝日